# 黃河 (作家)
黃河，本名黃征輝（1958年6月10日—），台灣作家，海軍官校畢業，美國波士頓大學系統工程研究所軟體工程碩士，中華民國海軍上校退役，其後成為荷蘭軍火商威爾頓公司的項目經理，代表荷商向中華民國海軍推銷潛艦器材。

## 生平
中華民國海軍軍官學校船舶機械學系1980年畢業，波士頓大學系統工程研究所軟體工程碩士。
曾經擔任槍砲官、反潛官、兵器長、海軍總部參謀、成功級巡防艦「張騫」號艦長等職，以上校職位退役。
退役後出版數部小說。

## 作品
- 《白手套》
- 《狗仔人生》
- 《背叛者》
- 《風塵三俠》
- 《最後一擊》
- 《失速的真相》
- 《誰殺了總統》
- 《死了一個少將》
- 《誰綁架了總裁》
- 《牛郎的女人》
- 《偷天換日》
- 《獵殺紀壯艦》
- 《甲午再起》
- 《熱石行動》
- 《古墓情魂》
- 《月光光》
- 《梅蝶》
- 《背著書包的猴子》
- 《黃河話半百：散文集》
- 《黃河來時路：散文集》
- 《黃河談禮教：散文集》
- 《黃河給青年的信：散文集》

## 爭議

### 妨害名譽
2018年10月黃征輝在部落格質疑台船潛艦國造案中，擔任技術顧問的GL公司（Gavron Limited）所擁有的輸出入許可、海軍司令部為何聘請郭璽擔任顧問等，被台船、GL公司、郭璽提起妨害名譽告訴。臺灣臺北地方檢察署在7個月後進行傳訊偵查。 北檢調查過程中，黃征輝否認妨害名譽，並舉證多個軍武網站資料，表示他質疑的內容，都是網路可以查詢到的資料，他只是就事實加以評論。檢察官認定，潛艦國造涉及國家重大公共利益，是可受評論之事，同時，黃征輝的評論經過查證，並非無的放矢，因此認定黃征輝沒有誹謗的犯罪故意，罪嫌不足不起訴。

### 韓國瑜不雅照
韓國瑜參與2020年中華民國總統選舉期間，韓國瑜競選辦公室總發言人王淺秋於2019年12月9日上午召開記者會，指出有人合成情色圖，並批評此抹黃行為。後發現是支持韓國瑜的黃征輝12月6日在LINE群組貼出一張男女裸抱不雅照，經他人提醒不妥後，表示「謝謝提醒，我在打預防針。」黃隨後也將圖片收回。同時在個人部落格和Facebook以《眼見為憑？》為題發文，表示想藉此提醒韓國瑜支持者，日後詆毀韓的影片，可能不是真的。